# Alt-Tegel
Alt-Tegel är en tunnelbanestation på Berlins tunnelbanas linje U6 i Tegel, Berlin som öppnades 31 maj 1958. Stationen hette tidigare Tegel men fick 1992 det nuvarande namnet. Ca 400 meter från stationen finns järnvägsstationen Tegel
De första planerna på en tunnelbana ut till Tegel i nordvästra Berlin fanns på 1920-talet. Tanken var att förlänga banan från Seestrasse i Wedding vidare. Men den ekonomiska krisen satte stopp för byggandet i Berlins tunnelbana. Planerna återupptogs och förverkligades efter andra världskriget då sträckan ut till Tegel blev den första nybyggnationen efter kriget. 1953 inleddes arbetet. Alt-Tegel som är slutstation ritades av Bruno Grimmek som håll sig till en återhållsam stil med ljusblå keramikplattor. Stationen invigdes av Willy Brandt 31 maj 1958 som ändstation på linje U6. 
Stationen stängdes 2022 inför en större renovering av norra delen av linje U6, och alla fem stationerna stationerna söderut till Kurt-Schumacher Platz är avstängda fram till sommaren 2026.

## Bilder

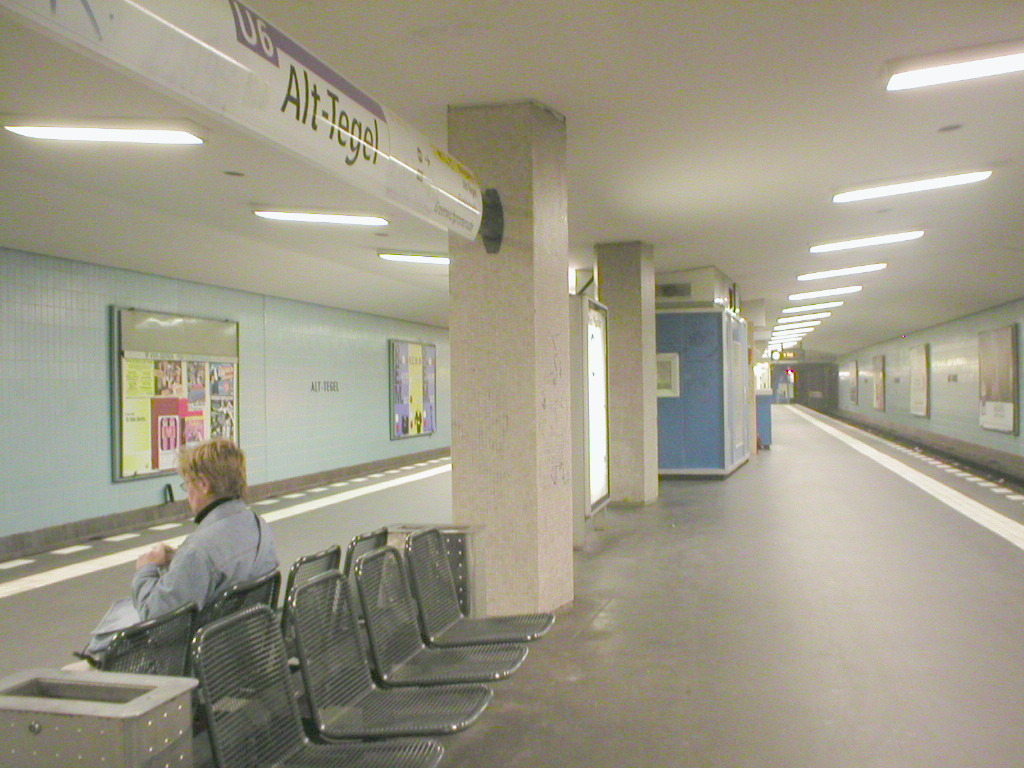
Alt-Tegel
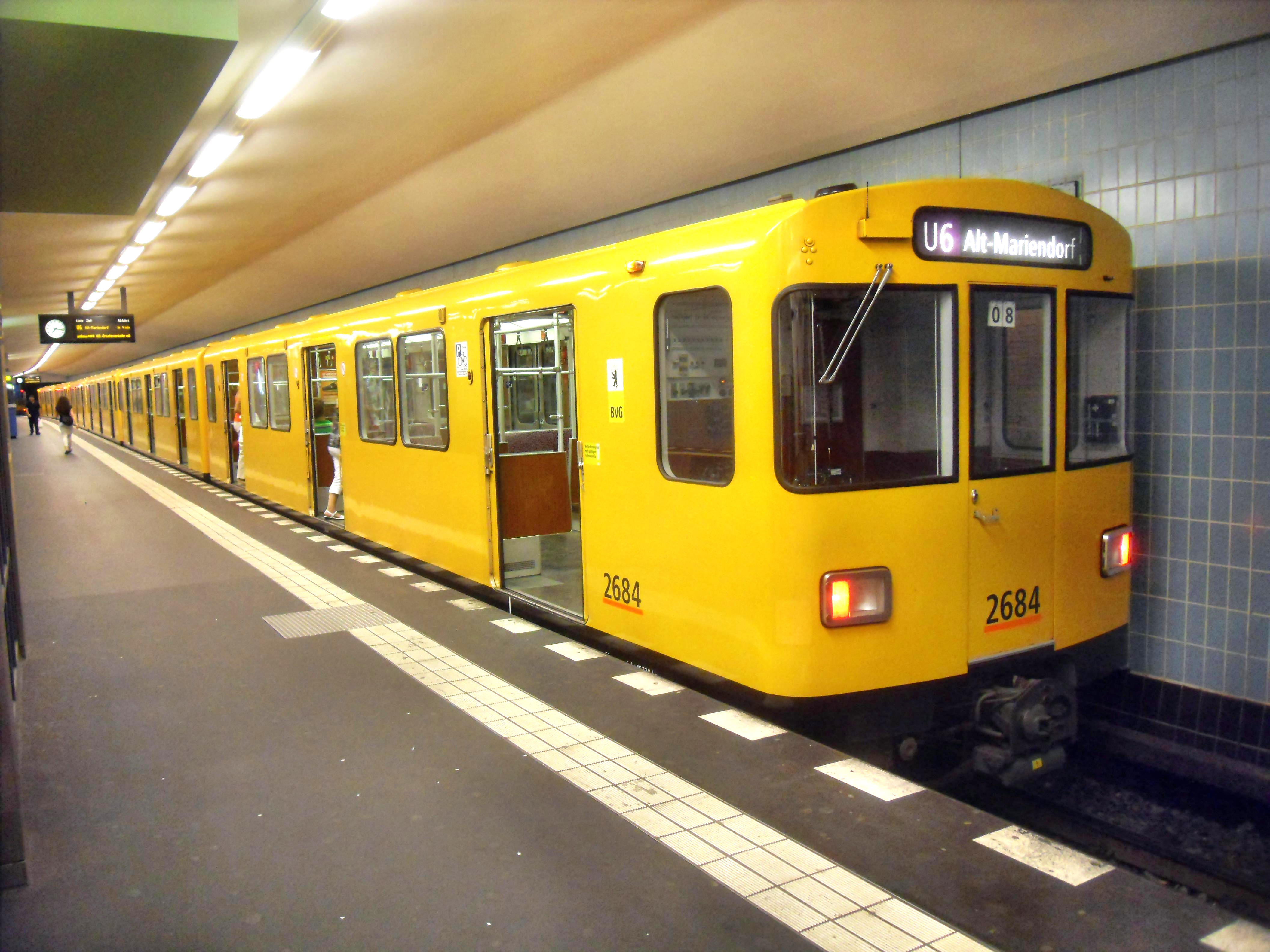
Alt-Tegel
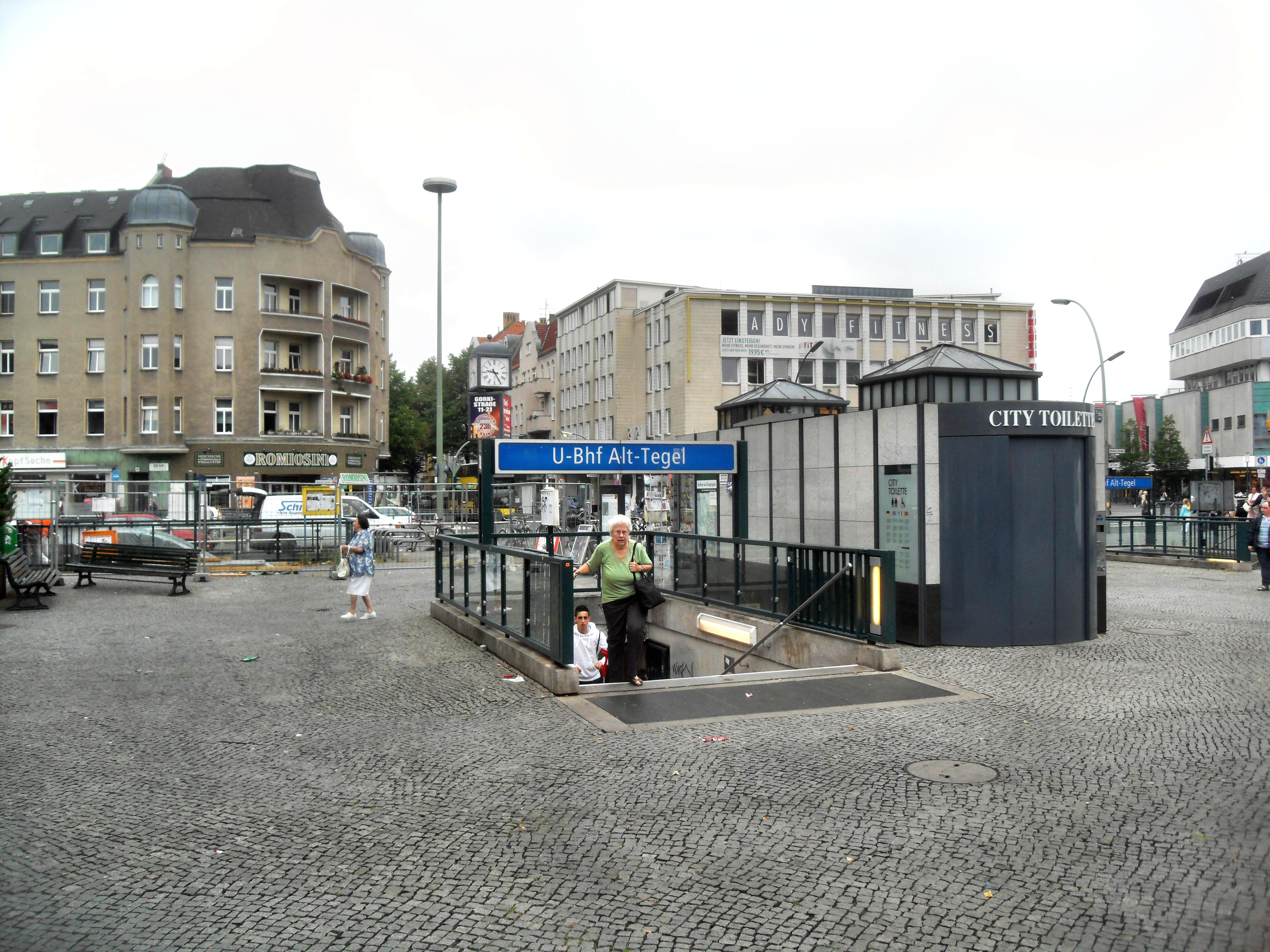
Alt-Tegel U-bahnentré